# Václav Matiášek
Václav Matiášek (27. října 1922, Praha – 22. prosince 1987, Praha) byl český volejbalista, který reprezentoval Československo. S jeho reprezentací získal stříbrnou medaili na mistrovství světa v roce 1949 a stejně tak stříbro na mistrovství Evropy v roce 1950. Za národní tým nastupoval v letech 1948–1950. Hrál za kluby SK Prosek, Sokol ČKD Praha IX a Spartak ČKD Stalingrad. Po skončení hráčské kariéry pracoval jako funkcionář na ČSTV a jako volejbalový trenér – v letech 1952–1954 a 1965–1968 trénoval mužskou reprezentaci a získal s ní zlato na mistrovství světa roku 1966, stříbro na mistrovství světa v roce 1952, stříbro na mistrovství Evropy 1967 a bronz na olympijských hrách v Mexiku roku 1968.